# Gare de Grandglise
La gare de Grandglise est une ancienne gare ferroviaire belge de la ligne 81, de Blaton à Ath, située sur le territoire de la commune de Belœil dans la province de Hainaut en région wallonne.
Mise en service en 1876 par les Chemins de fer de l'État Belge, elle ferme en juillet 1960 aux voyageurs. La ligne est parcourue par des trains de marchandises jusqu'en 1984 aux marchandises. Le bâtiment de la gare est devenu une habitation.

## Histoire
L'ouverture de la section de Blaton à Belœil était initialement prévue le 1er avril 1877. Elle est mise en service le 20 juillet 1876 par l'Administration des chemins de fer de l'État Belge qui prolonge la ligne vers Ath le 24 juin 1877.
La station de Grandglise ne possède à l'origine pas de rampe de chargement et de pont à Bascule. La construction d'une rampe est adjugée en octobre 1878.
Comme de nombreux bâtiments de gare construits par les Chemins de fer de l’État dans les années 1870, les stations de la ligne ont un bâtiment en bois avec remplissage de briques, sans étage. À Grandglise, il deviendra une annexe après la réalisation d'un bâtiment définitif, de plan type 1881. Les photographies anciennes de la gare ne montrent pas de seconde voie ni de halle à marchandises.
La SNCB ferme la ligne 81 aux voyageurs le juillet 1960 et une desserte marchandises entre Blaton et Beloeil se maintient jusqu'en 1984.

## Patrimoine ferroviaire
Le second bâtiment des recettes est une maison située sur une propriété privée.